# Sparkasse Mittelthüringen
Die Sparkasse Mittelthüringen ist eine öffentlich-rechtliche Sparkasse mit Hauptsitz in Erfurt in Thüringen. Ihr Geschäftsgebiet sind die Landkreise Sömmerda und Weimarer Land sowie die Städte Erfurt und Weimar.

## Organisationsstruktur
Die Sparkasse Mittelthüringen ist eine Anstalt des öffentlichen Rechts. Rechtsgrundlagen sind das Kreditwesengesetz, die Thüringer Sparkassenverordnung, das Thüringer Sparkassengesetz und die durch den Verwaltungsrat der Sparkasse erlassene Satzung. Organe der Sparkasse sind der Vorstand und der Verwaltungsrat.

### Vorstand und Verwaltungsrat
Der Vorstand der Sparkasse Mittelthüringen besteht derzeit aus:
- Hans-Georg Dorst (Vorstandsvorsitzender)
- Michael Haun (stv. Vorstandsvorsitzender)

Der sechzehnköpfige Verwaltungsrat besteht aus den vier Landräten und Oberbürgermeistern der Städte und Kreise im Geschäftsgebiet, sieben weiteren sachkundigen Mitgliedern sowie fünf Mitarbeitervertretern. Jedes Jahr wechselt der Vorsitz turnusmäßig zwischen den Landräten und Oberbürgermeistern der Region.
Die Vorsitzenden des Verwaltungsrates der Sparkasse Mittelthüringen sind:
- Oberbürgermeister Andreas Horn (Vorsitzender)
- Landrat Christian Karl (1. stv. Vorsitzender)
- Oberbürgermeister Peter Kleine (2. stv. Vorsitzender)
- Landrätin Christiane Schmidt-Rose (3. stv. Vorsitzende)

## Geschäftsausrichtung und Geschäftserfolg

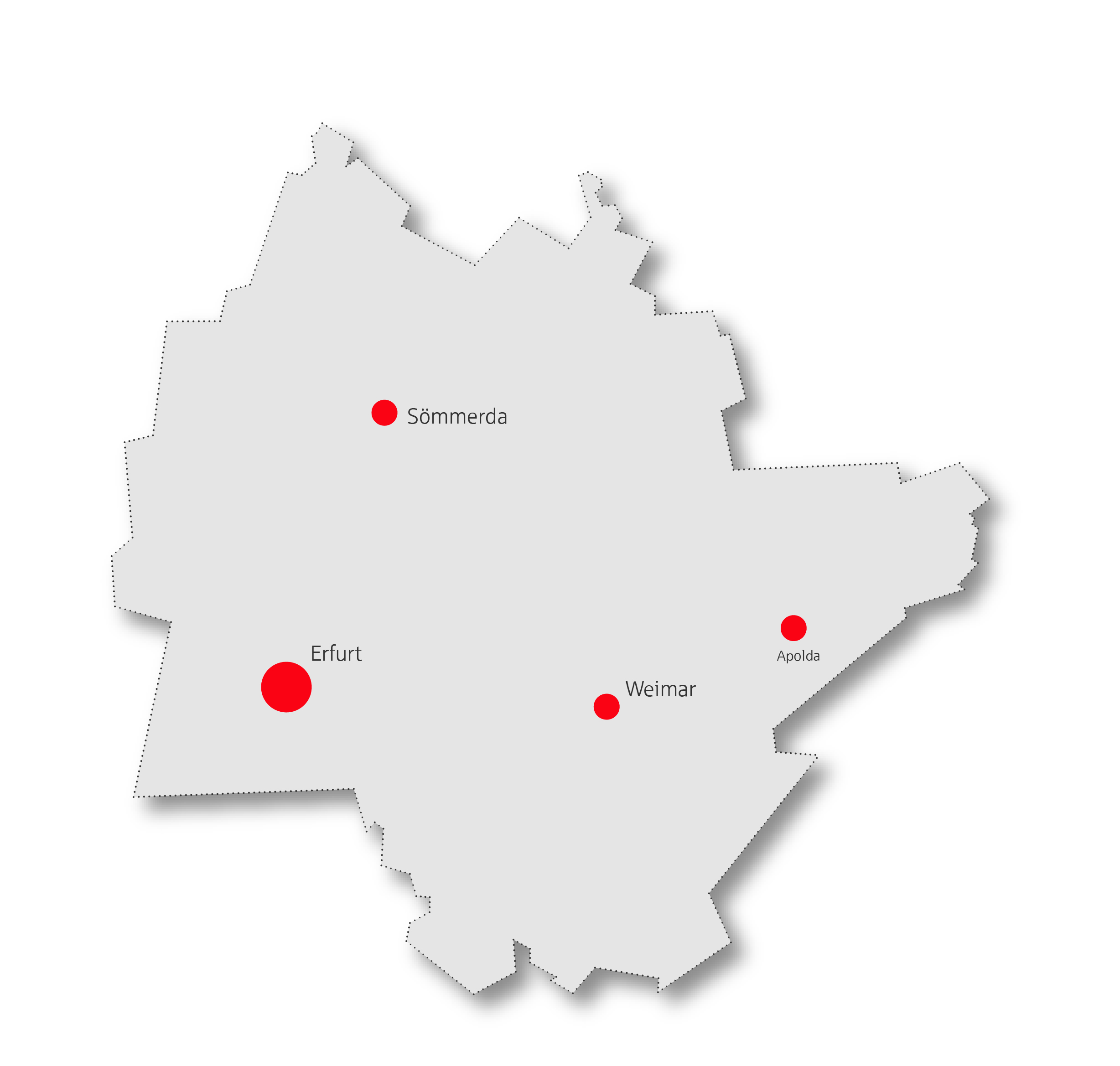
Das Geschäftsgebiet der Sparkasse Mittelthüringen

Die Sparkasse Mittelthüringen betreibt als Sparkasse das Universalbankgeschäft. Sie ist Marktführer in ihrem Geschäftsgebiet. Nach eigenen Angaben hat das Geldinstitut mit rund 211.000 Girokonten in Mittelthüringen einen Marktanteil von 52 Prozent.
Die Sparkasse Mittelthüringen wies im Geschäftsjahr 2023 eine Bilanzsumme von 4,882 Mrd. Euro aus und verfügte über Kundeneinlagen von 3,984 Mrd. Euro. Gemäß der Sparkassenrangliste 2023 liegt sie nach Bilanzsumme auf Rang 96. Sie unterhält 47 Filialen/Selbstbedienungsstandorte und beschäftigt 688 Mitarbeiter.

Im Verbundgeschäft arbeitet die Sparkasse u. a. mit der Landesbausparkasse Hessen-Thüringen, der DekaBank und der SV SparkassenVersicherung zusammen. Die Funktion einer Girozentrale übernimmt die Landesbank Hessen-Thüringen.
|                           | 2006  | 2007  | 2008  | 2009  | 2010  | 2011  | 2012  | 2013  | 2014  | 2015  | 2016  | 2017  |
| ------------------------- | ----- | ----- | ----- | ----- | ----- | ----- | ----- | ----- | ----- | ----- | ----- | ----- |
| Bilanzsumme (Mio. Euro)   | 3.472 | 3.518 | 3.679 | 3.547 | 3.582 | 3.660 | 3.822 | 3.882 | 4.033 | 4.007 | 4.017 | 4.142 |
| Einlagen (Mio. Euro)      | 2.984 | 3.158 | 3.106 | 3.023 | 3.048 | 3.092 | 3.201 | 3.232 | 3.312 | 3.392 | 3.342 | 3.345 |
| Kundenkredite (Mio. Euro) | 1.352 | 1.352 | 1.384 | 1.483 | 1.559 | 1.609 | 1.715 | 1.934 | 2.091 | 1.971 | 2.058 | 2.139 |
| Mitarbeiter               | 931   | 926   | 937   | 929   | 911   | 887   | 903   | 904   | 893   | 876   | 842   | 800   |

## Gesellschaftliches Engagement
Die Sparkasse Mittelthüringen führt in den Räumen der Hauptfilialen regelmäßig Kunstausstellungen und andere Kulturveranstaltungen durch. Mit einem gemeinnützigen Förderengagement von jährlich über 4,8 Mio. Euro unterstützt sie überdies viele Hundert gemeinnützige Vorhaben und Institutionen in ihrem Geschäftsgebiet. Viele Projekte im gesellschaftlichen, kulturellen oder sportlichen Bereich wären ohne die Unterstützung der Sparkasse damit nicht durchführbar.
Die Sparkasse Mittelthüringen hat überdies drei Sparkassenstiftungen:
- Sparkassenstiftung Erfurt
- Sparkassenstiftung Sömmerda
- Sparkassenstiftung Weimar – Weimarer Land

Diese unterstützen ebenfalls eine Vielzahl gemeinnütziger Projekte und Vereine im Geschäftsgebiet. Die drei Stiftungen haben ihre Historie in den Althäusern vor der Fusion zur Sparkasse Mittelthüringen und wirken auch heute noch in den geografischen Grenzen der alten Sparkassen.

## Geschichte
Die Sparkasse Mittelthüringen entstand im Jahr 2003 durch die Fusion der bis dahin selbstständigen Sparkassen aus Erfurt, Sömmerda und Weimar. Die Fusion erfolgte dabei nicht aus wirtschaftlichen Zwängen, vielmehr wurden die strategischen Chancen einer Fusion im Wettbewerb gezielt genutzt und in den vergangenen Jahren umgesetzt.
Der Name des Institutes wurde vom geographischen Gebiet abgeleitet.
Die drei Vorgängerinstitute entstanden jeweils 1952 im Rahmen der Reorganisation der Sparkassen in der DDR.

### Die „Gründerzeit“ der mittelthüringischen Sparkassen
Die erste Sparkasse im heutigen Geschäftsgebiet der Sparkasse Mittelthüringen wurde 1821 in Weimar gegründet. Von da an wuchs die Zahl der eigenständigen Sparkassen in der Region bis zum Ende des 19. Jahrhunderts stark an. Bis zum Jahr 1890 entstanden insgesamt 16 eigenständige Sparkassen.

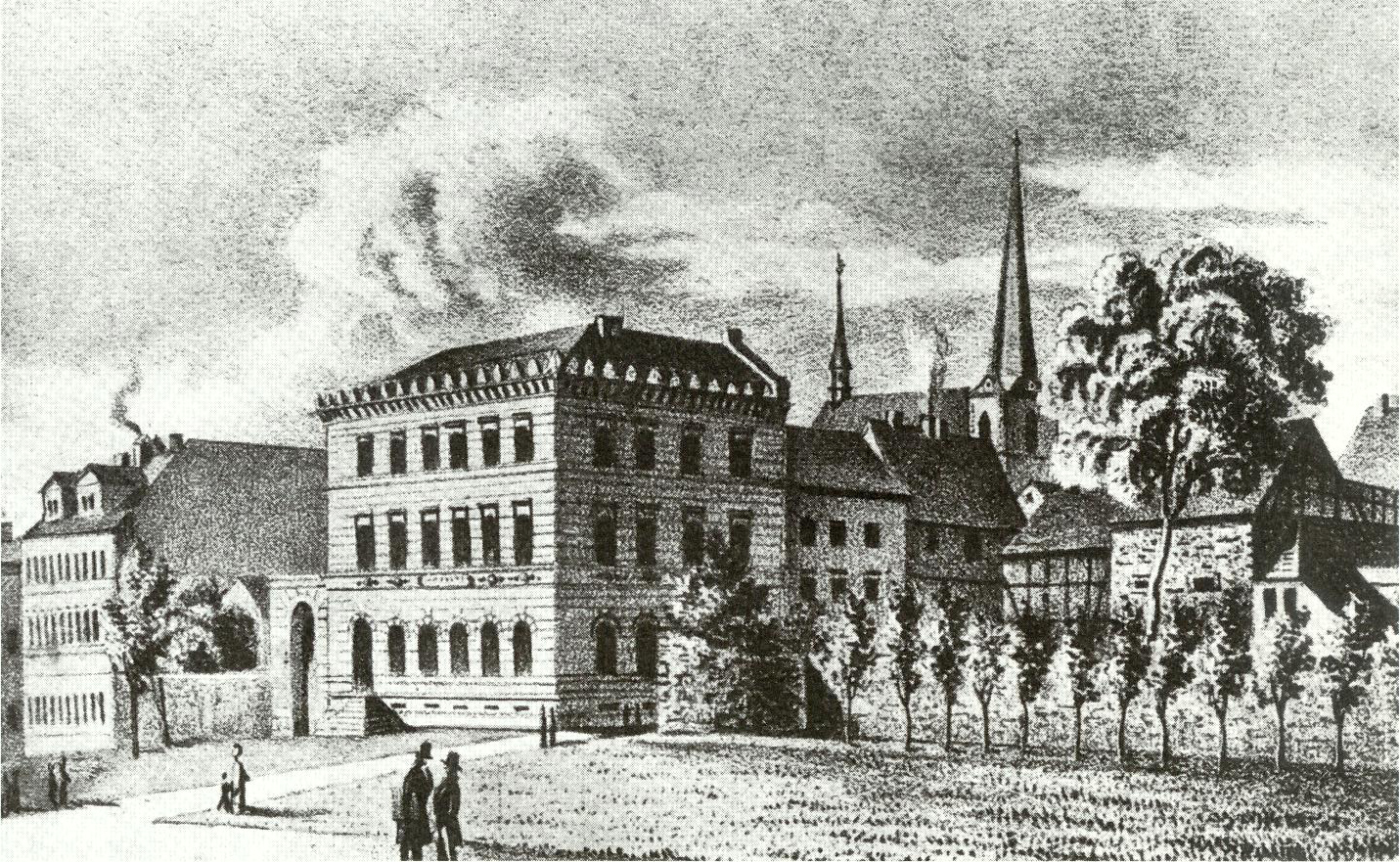
Das erste eigene Geschäftsgebäude der Sparkasse Weimar (1848)

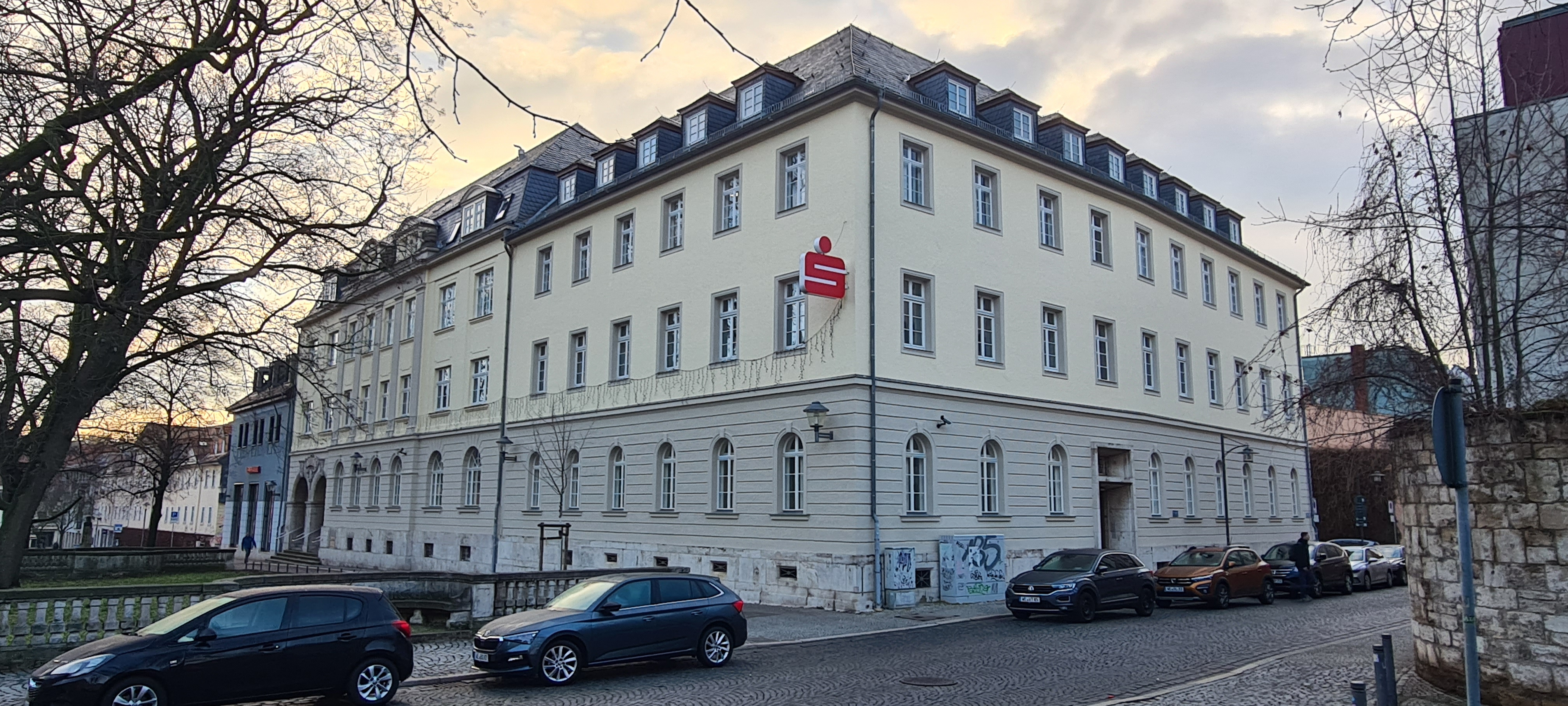
Der Gebäudekomplex der Sparkasse Weimar am Graben 4 in Weimar heute (2024)

| Gründung | Institut                                   |
| -------- | ------------------------------------------ |
| 1821     | Sparkasse Weimar                           |
| 1823     | Sparkasse Erfurt                           |
| 1841     | Sparkasse Weißensee                        |
| 1844     | Sparkasse Stotternheim                     |
| 1845     | Sparkasse Apolda                           |
| 1846     | Sparkasse Gebesee Sparkasse Kindelbrück    |
| 1848     | Sparkasse Kölleda                          |
| 1849     | Sparkasse Sömmerda                         |
| 1850     | Sparkasse Buttstädt                        |
| 1856     | Sparkasse Vieselbach Sparkasse Blankenhain |
| 1878     | Sparkasse Kannawurf                        |
| 1884     | Sparkasse Bad Berka                        |
| 1888     | Sparkasse Großrudestedt                    |
| 1890     | Sparkasse Rastenberg                       |

#### Sparkasse Weimar (16. Februar 1821)

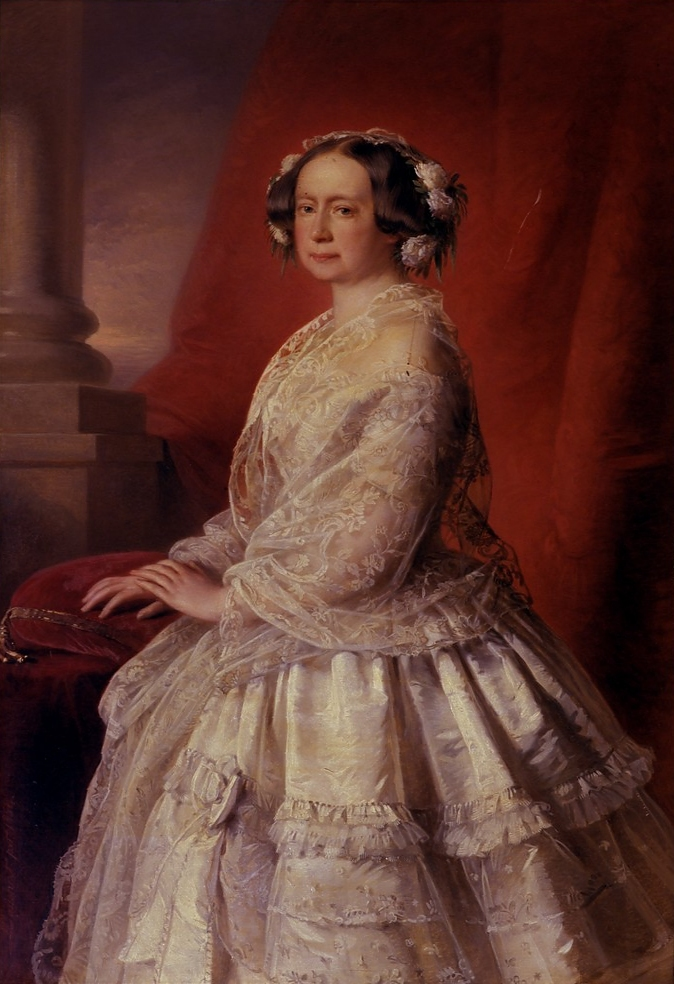
Die Stifterin der Sparkasse, Maria Pawlowna, auf einem Porträt im Weimarer Schloss

Im Jahr 1820 regte die Erbgroßherzogin und spätere Großherzogin Maria Pawlowna die Gründung einer Sparkasse in Weimar an, da möglichst alle Bevölkerungsschichten die Möglichkeit haben sollten, ihr Geld anlegen und somit auch eine Vorsorge für die Zukunft treffen zu können. Daraufhin bildete sich ein Sparkassenverein, dem 16 Gründungsmitglieder angehörten – darunter auch der Bürgermeister Carl Leberecht Schwabe. Nachdem die erforderlichen Formalitäten abgeschlossen waren, wurde die Sparkasse schließlich am 16. Februar 1821 anlässlich des Geburtstages ihrer Stifterin Maria Pawlowna eröffnet. Bereits am 17. Februar zahlten die ersten Kunden – zwei Dienstmädchen – ihre Ersparnisse von 6 bzw. 50 Talern ein.

#### Sparkasse Erfurt (21. April 1823)
Anders verlief die Gründung in der preußischen Stadt Erfurt. Hier war es der Magistrat, der die Errichtung einer kommunalen Sparkasse initiierte. Mit seinem Beschluss vom 9. April 1822 zur Gründung einer Sparkasse verband der Erfurter Magistrat folgende Zielstellung: „Jeden, welcher sich in der Lage befindet, kleine Ersparnisse zu machen, die Gelegenheit zu geben, dieselben sicher und zinsbar unterzubringen, um für den Fall des Bedarfs oder der Noth ein Kapital zu sammeln.“. Die weniger wohlhabenden Bewohner Erfurts – wie z. B. Dienstmädchen oder Tagelöhner – sollten erstmals Gelegenheit haben, ihre Ersparnisse verzinslich anzulegen. Der Geschäftsbetrieb der Sparkasse wurde schließlich am 21. April 1823 aufgenommen. Verbunden wurde die Sparkasse mit einer Leihanstalt, die gegen Pfänder Geld verleihen durfte. Seit dem preußischen Sparkassen-Reglement von 1838 war es der Sparkasse auch möglich, die eingenommenen Spareinlagen in ersten Hypotheken, in Darlehen an den eigenen Gewährträger sowie in inländischen Staatspapieren und Pfandbriefen anzulegen. Die Sparkasse entwickelte sich in den ersten 20 Geschäftsjahren recht dynamisch. Mit Einlagen in Höhe von 230.408 Talern und 4.976 Sparkassenbüchern belegte die Sparkasse Erfurt im Jahr 1849 den 13. Platz unter den größten Sparkassen in Preußen, noch vor Köln und Dortmund.

#### Sparkasse Apolda (26. Juli 1845)
Als Folge der Sparkassen-Gründungen in der Umgebung – vor allem in Erfurt und Weimar – wurde dem Stadtrat von Apolda durch Reskript der Großherzoglichen Landesdirektion vom 24. April 1845 darauf aufgetragen, sich darüber einig zu werden, ob es sinnvoll und auch möglich ist, in Apolda eine eigene Sparkasse zu gründen. Bereits am 8. Mai 1845 wurde daraufhin im Apoldaer Stadtrat der Entschluss gefasst, eine eigene Sparkasse zu gründen. Die von Bürgermeister Müller dazu ausgearbeiteten Bestimmungen wurden am 5. Juni 1845 durch den Stadtrat genehmigt.
Am 23. Juli wurde die Öffentlichkeit per Rundschreiben über die bevorstehende Gründung der Sparkasse Apolda zum 26. Juli 1845 informiert. Geöffnet wurde die Sparkasse anfänglich alle zwei Wochen jeweils sonntags zwischen 15 Uhr und 18 Uhr. Verzinst wurden die ersten Einlagen mit 3 1/3 %.

#### Sparkasse Sömmerda (30. Juli 1849)
Die ersten Aktivitäten zur Gründung einer Sparkasse in Sömmerda begannen im Jahr 1845. Landrat Carl Adolph Ernst von Münchhausen regte beim Magistrat der Stadt an, eine Sammelkasse der Kreissparkasse Weißensee einzurichten. Dabei sollte es sich gewissermaßen um eine Außenstelle, die nur Einlagen entgegennehmen und in regelmäßigen Abständen an die Sparkasse abführen sollte. Der Magistrat griff diese Idee auf, entschied sich jedoch dazu, eine selbstständige Sparkasse der Stadt Sömmerda zu gründen.
Anfang 1846 wurde dem zuständigen Landrat die Gründung einer eigenständigen Sparkasse Sömmerda offiziell vorgeschlagen. Allerdings sprachen aus Sicht der Regierung in Erfurt drei Gründe dagegen, eine Sparkasse Sömmerda zu etablieren. Erstens läge die Kreissparkasse Weißensee in der Nähe. Zweitens wäre die Stadt Sömmerda mit dem ganzen Kreis Gewährträger dieser Kreissparkasse und es bedürfe erst der Zustimmung der Kreisstände, um die Stadt aus ihrer Teilgewähr zu entlassen. Drittens solle die neue Sparkasse Schuldverschreibungen der Stadt übernehmen und somit deren Zinslast senken. So dauerte es bis zum September 1847, ehe der erste Entwurf zum Statut der geplanten Sparkasse vorgelegt werden konnte.
Nach weiteren bürokratischen Komplikationen konnte zum 30. Juli 1849 die Sparkasse der Stadt Sömmerda im städtischen Rathaus ihren Betrieb aufnehmen. Die Kasse war zu Anfang einmal wöchentlich, am Montagvormittag von 8:00 Uhr bis 12:00 Uhr geöffnet. Verzinst wurden die ersten Einlagen ebenfalls mit 3 1/3 %.

### Die erste Hälfte des 20. Jahrhunderts
Zu Beginn des vergangenen Jahrhunderts lösten sich die mittelthüringischen Sparkassen nach und nach von ihren Gewährträgern und erhielten somit den Status von selbstständigen Wirtschaftsunternehmen. Zudem war zu Beginn des Ersten Weltkrieges eine Einflussnahme des Staates auf die Geschäfte der Sparkassen festzustellen. Während Wertpapierkäufe durch die Sparkassen zuvor maßgeblich zur Stärkung der regionalen Infrastruktur getätigt worden waren, mussten ab 1912 mindestens 60 Prozent der ausgegebenen Wertpapiere der Sparkassen in Schuldverschreibungen des Deutschen Reiches investiert werden. Somit wurden diese mit dem Krieg quasi zur Hauptanlageform. Auch dadurch stiegen die Kundeneinlagen der mittelthüringischen Sparkassen zwischen 1911 und 1918 um das Doppelte. Nach dem Krieg nahm – wie bei den anderen deutschen Sparkassen – das Geschäft mit der langfristigen Geldanlage ab und im Gegenzug stiegen die Giro- und Kontokorrenteinlagen.
Durch die auf den Krieg folgende Rezession wurde die finanzielle Substanz der Sparkasse fast vollständig vernichtet. Das zeigte vor allem die Wiedereinführung des Notgeldes in Weimar Anfang August 1923.
Ab Oktober 1927 wurden in der Sparkasse Weimar zunehmend Maschinen eingesetzt, um die Arbeit der Angestellten zu unterstützen. Neben Buchungsmaschinen wurden auch Additions- und Staffelmaschinen sowie Briefverschluss- und Adressiermaschinen angeschafft. Bis 1930 kamen noch Frankier-, Diktier- und Schreibmaschinen hinzu.
Außerdem legten die Sparkassen nach der Inflationszeit den Fokus vermehrt auf den Zugewinn neuer Kunden. Die Heimsparbüchsen, welche in Weimar im Jahr 1925 eingeführt wurden, konnten bis 1929 an über 8500 Kunden ausgegeben werden.
Im Norden des heutigen Geschäftsgebietes gab es zu Beginn der 30er Jahre einige Umstrukturierungen. Zunächst wurden die Kreissparkassen von Weißensee und Erfurt zusammengelegt und der Hauptsitz der neuen „Sparkasse des Kreises Weißensee zu Erfurt“ in Erfurt eingerichtet. Anschließend wurde 1933 die Stadtsparkasse Sömmerda in die Sparkasse des Kreises Weißensee zu Erfurt eingegliedert.

### In der DDR

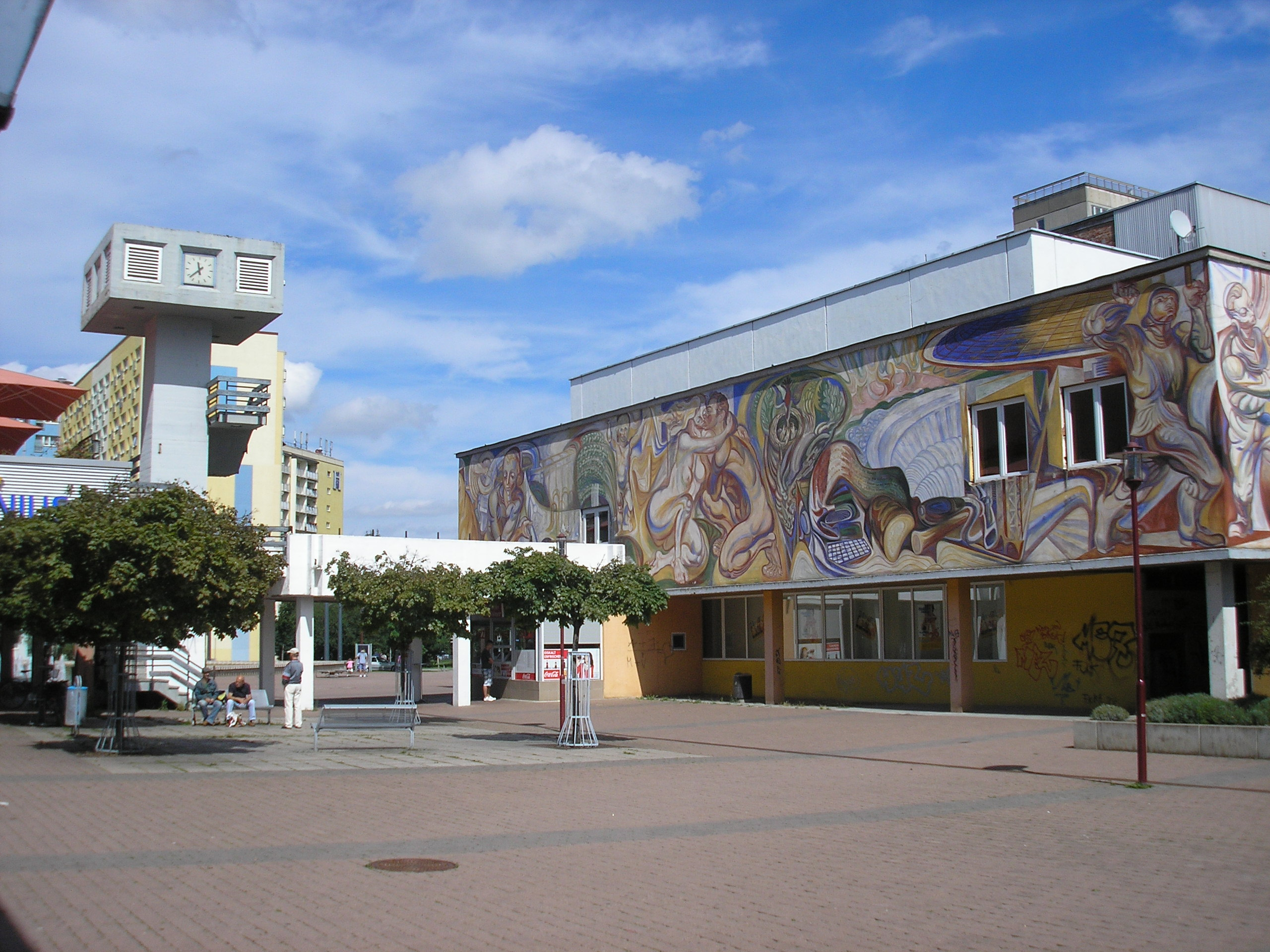
Neubaukomplexe im Erfurter Rieth – erbaut zu Zeiten der DDR

Nach dem Ende des Nationalsozialismus und mit Gründung der Deutschen Demokratischen Republik erhielten die Sparkassen eine neue Prägung. Da das Nebeneinander gleicher Aufgaben staatlicher Kreditinstitute der sozialistischen Wirtschaftsauffassung widersprach, kam es zu einer Abgrenzung von Aufgaben und Kundenkreisen der einzelnen Institutsgruppen. Die Sparkassen waren fortan ausschließlich zuständig für die Privatkunden, Freiberufler sowie die Privatwirtschaft bis zu zehn Beschäftigten. Die Hauptgeschäftsfelder der Sparkasse waren somit das Führen von Spargiro-Konten für Privatpersonen mit der Bearbeitung des Zahlungsverkehrs sowie die Vergabe von Krediten entsprechend staatlicher Vorgaben (z. B. Kleinkredite für Konsumzwecke oder die Finanzierung von Teilen des Wohnungsbaus).
Mit der Begründung, dass der ständig steigende Wohnungsbau einer unmittelbaren örtlichen Betreuung bedürfe, wurde durch Weisung des Ministeriums der Finanzen vom 2. Dezember 1957 den Sparkassen die Finanzierung der Arbeiter-Wohnungsbau-Genossenschaften (AWG) übertragen. Diese gründeten sich ab 1954 und waren meist an einen Trägerbetrieb gebunden. Ziel war, die Wohnungssuchenden und die Trägerbetriebe an den Bauleistungen der Wohnungen zu beteiligen. Neben der Einzahlung der Genossenschaftsanteile mussten die Mitglieder daher auch ein bestimmtes Volumen an Arbeitsleistungen einbringen. Die Zuständigkeiten für die AWGen änderten sich zum 1. Januar 1971, als die Industrie- und Handelsbank die Kreditvergabe an die AWGen übertragen bekam. Die Sparkassen blieben jedoch kontoführende Kreditinstitute für die AWGen und waren unter anderem auch noch weiter verantwortlich für deren überbetriebliche Revision.
In den Archivalien der Sparkasse Mittelthüringen haben sich keine konkreten Angaben zu den Geschäftsbeziehungen der Sparkasse Erfurt mit Genossenschaften erhalten. Die noch vorliegenden Jahresabschlussunterlagen sind nicht detailliert genug. Einzig das bereits genannte Beleihungsverzeichnis der Grundstücke der Wohnungsbaugenossenschaft Tiergarten-Gartenstadt Erfurt ist erhalten geblieben.
Seit 1986 erhielten die Sparkassen die Aufgabe, jungen Eheleuten Kredite für die Entrichtung des Genossenschaftsanteils nach Eintritt in eine sozialistische Wohnungsbaugenossenschaft zu gewähren. Auf diese Weise konnte die Sparkasse zumindest mittelbar das Genossenschaftswesen fördern.

### Die „Wende“, Jubiläen und Fusionen
Nach der Wende begann die Neuorganisation der mittelthüringischen Sparkassen. Sie wurden zu Anstalten des öffentlichen Rechts mit den entsprechenden Landkreisen als Gewährträger erklärt. Außerdem wurden Vorstände und Verwaltungsräte eingesetzt. Die erste Bewährungsprobe für die Sparkassen war die Währungsunion zum 1. Juli 1990. Die Sparkasse Weimar fungierte im gleichen Jahr auch als Pilotsparkasse unter den damals 196 Ost-Sparkassen, als sie auf das westdeutsche EDV-System umstellte.
Eine besondere Herausforderung waren die Umstrukturierungen im wirtschaftlichen Umfeld der Region Mittelthüringen nach der Wende. Der wachsende Kundendienst sowie die neuen, bundesweiten Rechtsvorschriften hatten zur Folge, dass das Personal der mittelthüringischen Sparkassen noch besser und auch spezieller geschult werden musste. Die Infrastruktur der Region, die zu diesem Zeitpunkt einen großen Nachholbedarf gegenüber den alten Bundesländern hatte, wurde durch Kreditvergabe – vor allem an regionale und mittelständische Unternehmen – nachhaltig gestärkt und an das westdeutsche Niveau angepasst.
Aufgrund der bevorstehenden Gebietsreform in Thüringen fusionierte im Jahr 1994 die Stadt- und Kreissparkasse Weimar mit der Kreissparkasse Apolda zur Sparkasse Weimar. Die rechtliche Fusion fand am 15. Februar 1994 statt, während die technische Fusion am 18. Juni des gleichen Jahres vollzogen wurde. Dies sollte bis zur endgültigen Fusion zur Sparkasse Mittelthüringen der letzte Zusammenschluss von zwei Sparkassen in Mittelthüringen bleiben. Dadurch entstand mit 27 Geschäftsstellen in Weimar und Apolda sowie im Landkreis Weimarer Land das größte Kreditinstitut und mit 340 Mitarbeitern auch einer der größten Arbeitgeber in der Region.
Trotz dieser vorangegangenen Fusion feierte die Sparkasse im darauffolgenden Jahr das 150-jährige Jubiläum der Sparkasse Apolda. Im Jahr 1996 folgte das 175-jährige Jubiläum der Sparkasse Weimar – des ältesten der Institute, die heute zur Sparkasse Mittelthüringen gehören. Im Jahr 1998 wurde das 175-jährige Jubiläum der Sparkasse Erfurt begangen und drei Jahre später folgte das 150-Jährige der Kreissparkasse Sömmerda.
Um den gewachsenen Anforderungen des Wettbewerbs begegnen zu können, schloss sich schließlich im Jahr 2003 die Kreissparkasse Erfurt mit der Sparkasse Weimar und der Kreissparkasse Sömmerda zur Sparkasse Mittelthüringen zusammen.

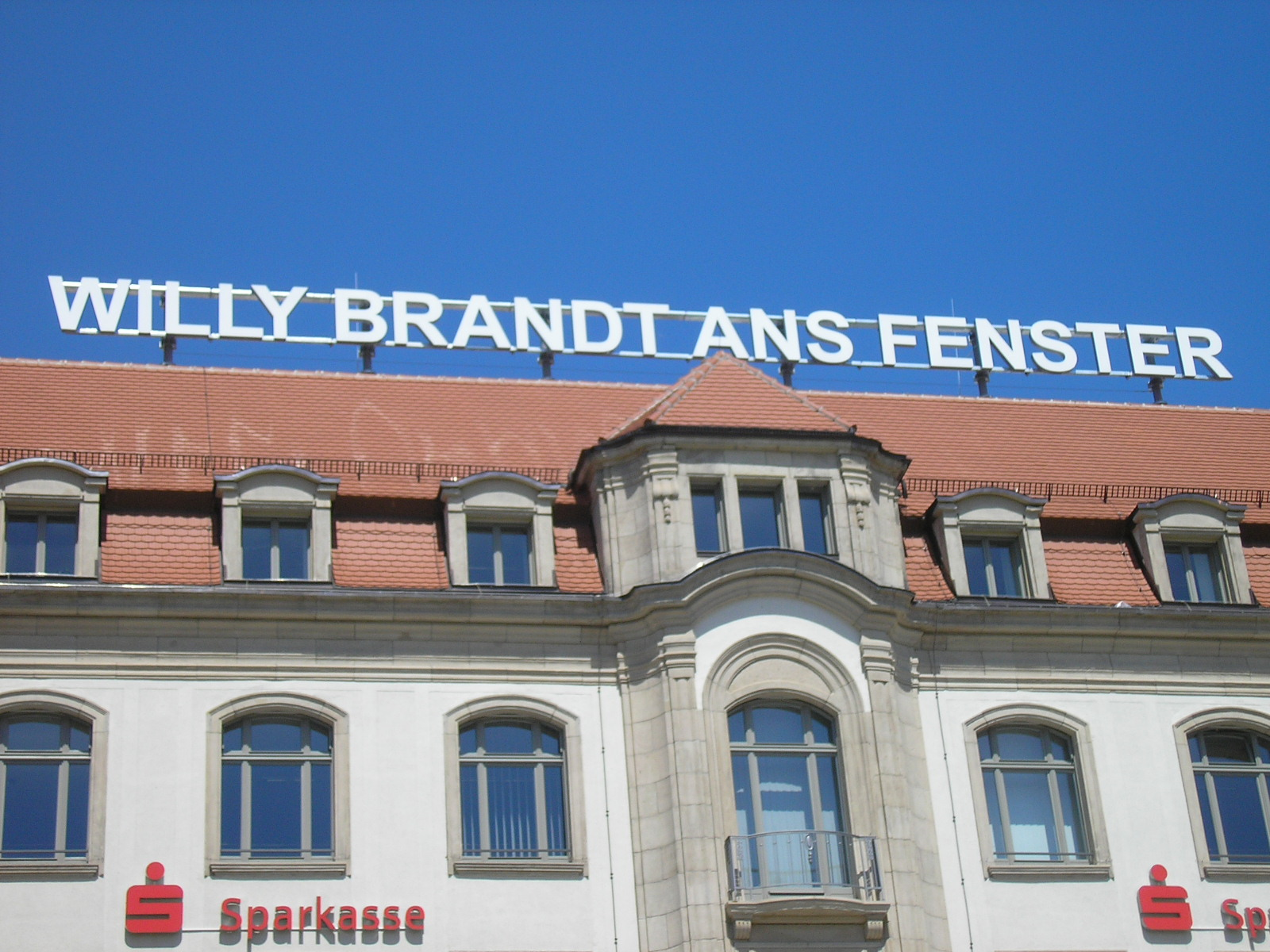
Der Erfurter Hof mit dem Sparkassen-Logo und dem Willy-Brandt-Denkmal

### Die Sparkasse Mittelthüringen heute
Mit der Fusion hat die Sparkasse Mittelthüringen einen deutlichen Schritt zu einer erfolgreichen weiteren Entwicklung genommen. Sie ist nunmehr die größte Sparkasse in Thüringen und die sechstgrößte in den neuen Bundesländern. Mit konstanten Mitarbeiterzahlen von ca. 900 ist sie einer der großen Arbeitgeber in der Region. Infolge der Fusion wurden einige Umstrukturierungen vorgenommen, wie zum Beispiel der Umzug einiger Abteilungen in das Gebäude „Erfurter Hof“ im Jahr 2007. Dadurch wurde dem erhöhten Mitarbeiteraufkommen Rechnung getragen und die Unternehmensabläufe konnten durch die Zentralisierung optimiert werden.
Im Jahr 2011 etablierte die Sparkasse Mittelthüringen zudem die Abteilung Private Banking. Die dort beschäftigten Mitarbeiter haben sich darauf spezialisiert, große Vermögenswerte zu verwalten und somit den Anforderungen in diesem Marktsegment gerecht werden zu können. Weiterhin wurde dem Unternehmen am 25. Februar 2008 das Zertifikat zum audit berufundfamilie erteilt. Die Sparkasse Mittelthüringen war das erste Wirtschaftsunternehmen in Thüringen, dem dieses Zertifikat verliehen wurde.
Im Jahr 2013 konnte die Sparkasse Mittelthüringen ihr 10-jähriges Fusionsjubiläum feiern. Die eigentlichen Wurzeln des Instituts reichen bereits über 190 Jahre zurück.